# Диренийторий
Диренийторий — бинарное неорганическое соединение, интерметаллид
рения и тория
с формулой ThRe2,
кристаллы.

## Получение
- Сплавление стехиометрических количеств чистых веществ в инертной атмосфере:

{\displaystyle {\mathsf {2Re+Th\ {\xrightarrow {2500^{o}C}}\ ThRe_{2}}}}

## Физические свойства
Диренийторий образует кристаллы
гексагональной сингонии,
пространственная группа P 63/mmc,
параметры ячейки a = 0,5492 нм, c = 0,9097 нм, Z = 4,
структура типа дицинкмагния MgZn2 (фаза Лавеса)
.
Соединение образуется по перитектической реакции при температуре ≈2500 °C (2316 °C).